# Дім Аміна
Дім Амін — велика історична будівля в Ісфахані, Іран,  побудована в епоху правління династії Каджарів.
За час розширення міста будівля втратила своє подвір'я, тому його веранда виходить зараз безпосередньо на вулицю. Внутрішнє оздоблення будинку включає декоративну штукатурку, різьблені дзеркала та покриті мозаїкою двері.
30 липня 2007 будівля внесена до списку національної історичної спадщини Ірану під реєстраційним номером 12299.